# Ernesto Càstano
Ernesto Càstano (Cinisello Balsamo, 1939. május 2. – 2023. január 5.) Európa-bajnok olasz labdarúgó, hátvéd.

## Pályafutása

### Klubcsapatban
A Balsamese csapatánan kezdte a labdarúgást. Az 1956–57-es idényben a Legnano együttesében mutatkozott be a felnőttek között, majd a következő idényben a Triestina csapatában folytatta pályafutását.  1958-ban leigazolta a Juventus, ahol három bajnoki címet (1959–60, 1960–61, 1966–67) és három olasz-kupa győzelmet (1959, 1960, 1965) ért él a csapattal. 1965. június 23-án játszott a Vásárvárosok kupájának döntőjén Torinóban a Ferencváros ellen, ahol csapata 1–0-s vereséget szenvedett. 1965 és 1970 között a Juventus csapatkapitnya volt. Az 1970–71-es szezonban az LR Vicenza labdarúgója volt és itt fejezte be az aktív labdarúgást.

### A válogatottban
1959 és 1969 között hét alkalommal szerepelt az olasz válogatottban. 1968-ban Európa-bajnok lett a válogatottal.

## Sikerei, díjai
Olaszország
- Európa-bajnokság
  - aranyérmes: 1968, Olaszország

 Juventus
- Olasz bajnokság (Serie A)
  - bajnok: 1959–60, 1960–61, 1966–67
- Olasz kupa (Coppa Italia)
  - győztes: 1959, 1960, 1965
- Vásárvárosok kupája
  - döntős: 1964–65